# Keroplatus golbachi
Keroplatus golbachi är en tvåvingeart som beskrevs av Lane 1958. Keroplatus golbachi ingår i släktet Keroplatus och familjen platthornsmyggor. Inga underarter finns listade i Catalogue of Life.